# Герцогство Курляндское и Земгальское
Герцогство Курляндское и Земгальское было провозглашено 8 марта 1918 года на территории Курляндской губернии, оккупированной немецкими войсками, ландесратом, состоявшим из остзейских немцев (ландесрат предложил герцогскую корону германскому императору Вильгельму II). Хотя рейхстаг Германии поддерживал самоопределение балтийских народов, германский генеральный штаб продолжал политику присоединения Прибалтики к Германской империи, опираясь на остзейских немцев.
12 апреля 1918 года объявлено о создании на территории бывшего Прибалтийского края Балтийского герцогства (при этом Курляндское герцогство стало его частью).

## История
Во время Первой мировой войны германские армии к осени 1915 года оккупировали территорию Курляндской губернии Российской империи. Фронт стабилизировался по линии Рига — Двинск — Барановичи.
16 ноября 1917 года был сформирован Народный совет Латвии, который 30 ноября 1917 года провозгласил создание автономной латвийской провинции с границами, проведёнными по этнографическому признаку, а 15 января 1918 года — создание независимой Латвийской Республики.
После революции в России немецкие войска начали наступление из Курляндии, и к концу февраля 1918 года оккупировали территории российских Лифляндской губернии и Эстляндской автономной губернии, где также была установлена власть немецкой военной администрации. 3 марта 1918 года Советская Россия подписала Брестский мир, отказавшись от претензий на Курляндскую губернию, а соглашения, подписанные в Берлине 27 августа 1918 года, означали также отказ от Эстляндии и Лифляндии.
Параллельно с этим в сентябре 1917 года остзейские немцы начали формировать политические структуры, пользуясь покровительством оккупационной администрации. 8 марта 1918 года ландесрат, состоявший из остзейских немцев, провозгласил создание Герцогства Курляндского и Земгальского, и предложил герцогскую корону кайзеру Вильгельму II.
15 марта 1918 года кайзер Вильгельм II подписал акт о признании Курляндского герцогства в качестве самостоятельного государства.
12 апреля 1918 года в Риге объявлено о создании объединённого Балтийского герцогства (при этом Курляндское герцогство вошло в его состав).